# Galería del Príncipe
La Galería del Príncipe es una estancia del desaparecido Real Alcázar de Madrid, que formaba parte del conjunto de habitaciones de Baltasar Carlos de Austria, príncipe de Asturias.

## Historia
El origen de la galería se encuentra en la unión de dos estancias previas del piso bajo de la crujía suroeste del alcázar, formadas debido a la construcción de la nueva fachada sur del Alcázar en el primer cuarto del siglo XVII. Estas dos estancias que darían origen a la galería eran, de acuerdo con el Plano de Gómez de Mora (1626):
- 12. Comedor del cuarto del cardenal-infante don Fernando de Austria, hermano de Felipe IV); situado al este.
- 25. Galería, parte del cuarto de María de Austria, reina consorte de Hungría (y después emperatriz), también hermana de Felipe IV.

La unión de ambas salas se realizaría en 1643, con objeto de servir de galería al conocido como Cuarto bajo del Príncipe [Baltasar Carlos].

## Descripción
Se trataba de una sala rectangular, situado en la planta baja del Alcázar en concreto en la parte oeste de su crujía sur. Las dimensiones de la sala eran 20,4 metros de largo, 5,35 metros de ancho y 4,4 metros de alto. Contaba con siete ventanas en su muro sur, que se abrían sobre el Jardín de los Emperadores.
En los lados cortos (muros este y oeste) se disponían dos puertas pareadas y simétricas.
De acuerdo con Orson esta estancia sería la representada en Las Meninas, obra de Velázquez.